# Branch (Arkansas)
Branch è una città statunitense situata nello Stato dell'Arkansas, nella Contea di Franklin.